# Bracchiello
Bracchiello è una frazione di Ceres posta a metà strada fra il comune ed Ala di Stura. Era nominato negli antichi documenti - dal Trecento in poi - come Bracello secondo quanto riportato nelle antiche pergamene e come dicono ancora oggi nel dialetto attuale: Bracèl. Bracchiello è uno dei villaggi delle Valli di Lanzo che meglio ha conservato la sua antica fisionomia.

## Storia
Incerta l'origine del nome. Deriverebbe da un omonimo villaggio lombardo, da cui sarebbero originari i primi abitanti. Più verosimile che abbia avuto origine da certi fratelli Barisello, i quali nel 1266 ebbero dal marchese del Monferrato, Guglielmo VII, parte in donazione e parte in vendita, tutte le miniere di ferro della valle di Ala. Infatti, nella zona era attiva l'industria estrattiva e l'artigianato ad essa collegato, come quello dei fabbri ferrai, tenuti in tale considerazione da essere loro proibito l'espatrio dal Ducato di Savoia. Un documento del 1471 informa che due bracchiellesi, Raimondo Poma e Giacomo Massa (Macia) di Bracchiello furono modicamente multati (13 danari) per essersi recati ad esercitare l'arte dei fabbri ferrai fuori della patria ducale sabauda.
Il Duca era geloso dei suoi artigiani e non risparmiava alcun mezzo per tenerseli in casa: è noto che i più abili e industriosi artigiani potevano facilmente aspirare a titoli di nobiltà e crearsi uno stemma gentilizio che ancora oggi molte famiglie mantengono a ricordo delle generazioni passate, desiderose di tramandarlo alle future. Nel 1430 compaiono in questo luogo due fratelli Marchisio, oriundi di Ala, che vi si stabiliscono e prolificano. Più tardi troviamo Giacomo Marchisio, detto Poma (1540) e Giacomo de Ysabel, detto Zapej (1451). Prevalgono però nettamente su tutti i Poma, i Curti, i Vallò, i Bonino, i de Vayry. Nel 1445 e anni successivi pagavano una tassa annuale per albergamento di casa e molino, Giacomo Boninio, Antonio Vallò, Antonio Clapeti, Cristino Bertoldi, Domenico Curti, Giovanni Clareti, Giovanni Bonino (Conto di Iassellin 1445-46).
Sulla riva destra della Stura, presso il Ponte delle scale, distrutto da un'alluvione nel 1665, sorse verso la fine del Duecento un villaggio dal significativo nome di Pertus, dove ebbero sede i forni per la fusione dei minerali (ferro e argento) ricavati dal vallone di Croisiasse, così chiamato probabilmente dai Crosii (miniere) aperti nel Medioevo per lo sfruttamento delle locali risorse minerarie. Nel Vallone di Croisiasse permangono testimonianze della geniale operosità degli antichi abitanti di Bracchiello, come la mulattiera e alcuni muretti a secco, argini di un canale di irrigazione che, prelevando l'acqua dal Rio Croisiasse, intersecava la mulatiera stessa in un punto ancora ben visibile e proseguiva con un ardito tracciato attraverso pendii rocciosi, superando con vari accorgimenti (passaggi sospesi, tratti in galleria) tutti gli ostacoli naturali. Più in basso, il canale si affiancava alla mulattiera, per staccarsene poi, in corrispondenza di una caratteristica deviazione in pietra, circa a metà strada fra Bracchiello e Chiampernotto, all'inizio del vallone di Croisiasse, e proseguiva per andare ad irrigare i terreni esposti a sud che, non avendo grossi corsi d'acqua nelle vicinanze, necessitavano, particolarmente nei periodi più aridi, di tale contributo idrico supplementare. A Bracchiello ancora oggi, permangono le antiche abitazioni, costruite tra il XVI ed il XVIII secolo. In tutte le abitazioni perimetrali del paese dove un tempo le vie di accesso entravano nella frazione, erano installate delle porte (semplici tavolati in legno) incernierate alla struttura per mezzo dei virur (cerniere in legno o in pietra): una di queste, in buone condizioni, è ancora visibile all'entrata principale sotto i portici.
Le case venivano così protette dai briganti e dai malintenzionati, dai lupi e dalle volpi che depredavano i pollai. In questo modo gli abitanti del tempo difendevano i loro insediamenti e le loro famiglie. Di giorno venivano chiuse quando le persone in forze erano in montagna a tagliare la legna e al lavoro dei campi, e in paese vivevano soltanto gli anziani e i bambini. Anche la sera prima del tramonto, quando tutti gli abitanti erano rientrati dal lavoro, venivano chiuse le vie d'accesso.
Anche le tradizioni e le leggende influirono sull'aspetto esteriore delle abitazioni. Per difendersi dai folletti e dalle streghe venivano collocate delle pietre bianche sulla pietra che copriva il camino. Ancora oggi se ne vedono alcune soprattutto in quelle case staccate dal villaggio. Questo segno presente su alcune case di Bracchiello, incastonato sulla facciata, era la firma di alcuni capomastri edili locali del XVII secolo e permette la facile datazione degli edifici disseminati un po' ovunque nella Valle di Ala. In paese vi sono 2 edifici caratteristi:
- Palas dei Vallo'
- Casa del forno

In quest'ultima veniva preparato il pane per tutti gli abitanti. Percorrendo le stradine acciottolate che si snodano tortuose si incontrano diversi sottopassaggi che servivano sia per chiudere il paese, sia per riparare dalla pioggia e dalla neve. Bracchiello era conosciuto in tutte le valli compresa la Val d'Aosta e la provincia di Cuneo oltreché nelle montagne torinesi, per la particolare lavorazione dei campanacci per il bestiame da pascolo. Il caratteristico suono li distingueva da tutti gli altri. Fino al 2000 Luigino Poma (1937 - 2013) portò avanti questa tradizione centenaria. Senza discendenti oggi la forgiatura di campanacci  in paese si è estinta.
Nel 1993 una ventina di persone tra abitanti e villeggianti si sono uniti in gruppo per restaurare la chiesetta del Settecento con cura e amore e hanno donato 1.500 ore di lavoro. Nel 1900 la signora Vallò Moletta Madalena, aveva lasciato per testamento la somma di lire 4.000 affinché con la rendita un sacerdote venisse tutte le domeniche a celebrare la messa nella cappella.

## Istruzione
Verso la fine dell'Ottocento vi era una classe mista di 40 maschi e 42 femmine. La maestra Destefanis Caterina veniva pagata dai priori con i proventi della cappelania. Nel 1884 le ottanta famiglie residenti, per mancanza di fondi, e desiderose che la scuola continuasse ad esistere, si rivolsero al prefetto di Ceres pregandolo di volersi interessare al sostentamento della maestra con almeno 50 lire.

## Bracchiello oggi
Nel febbraio 1990 è stato formato un consorzio per costruire una pista carraia Bracchiello-Belfe. Questa pista sembra che ora si possa realizzare. Il suo scopo è quello di raggiungere una buona parte delle baite sparse nella montagna, un'altra speranza per dare vita a Bracchiello. Nella vecchia stalla della rua ristrutturata sono in mostra permanente le opere di un artista del rame. Il maestro del lavoro Ignazio Vallò, il quale nelle proprie originali creazioni fa rivivere le tradizioni della montagna. Vi sono inoltre esposte le poesie di Gisella Porrò, poetessa di Ala di Stura particolarmente sensibile ai momenti gioiosi e tristi della vita. Le sue poesie sono apprezzate dai lettore e dai critici. A Bracchiello risiedono alcuni artisti ed altri soggiornano a periodi. La pace, la tranquilità e la bellezza della natura, offrono ispirazioni artistiche a tutti coloro che le cercano e le vivono.

## Galleria d'immagini

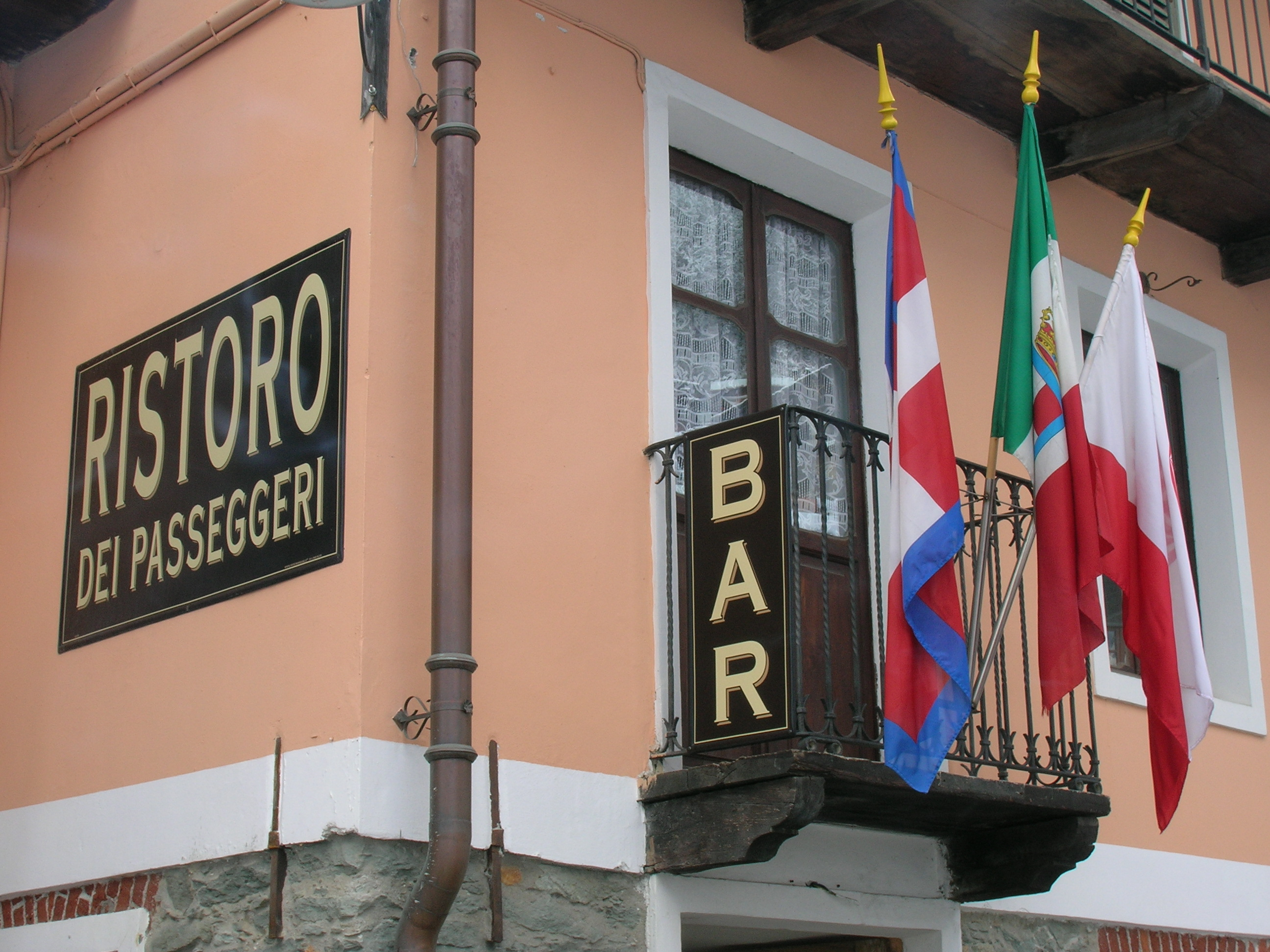
Il Ristoro dei Passeggeri a Bracchiello